# سیارک ۱۸۱۶۲
سیارک ۱۸۱۶۲ (به انگلیسی: 18162 Denlea، نامگذاری:2000PX15) هجده هزار و صد و شصت و دومین سیارک کشف شده‌است که در ۱ اوت ۲۰۰۰ کشف شد.
قدر مطلق سیارک برابر ۹.۸ است.